# فارسوند
فارسوند (به لاتین: Farsund) یک منطقهٔ مسکونی در نروژ است که در فارسون واقع شده‌است. فارسوند ۲٫۴۹ کیلومتر مربع مساحت و ۳٬۲۶۵ نفر جمعیت دارد و ۴ متر بالاتر از سطح دریا واقع شده‌است.

## نگارخانه

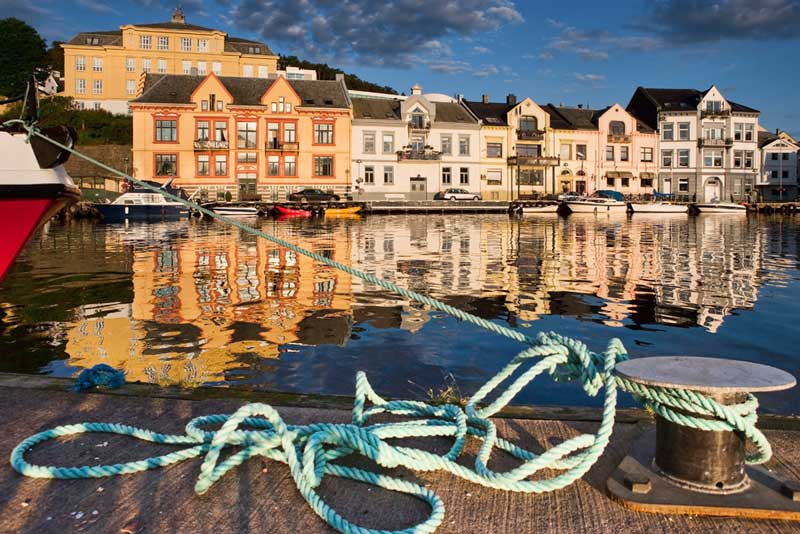
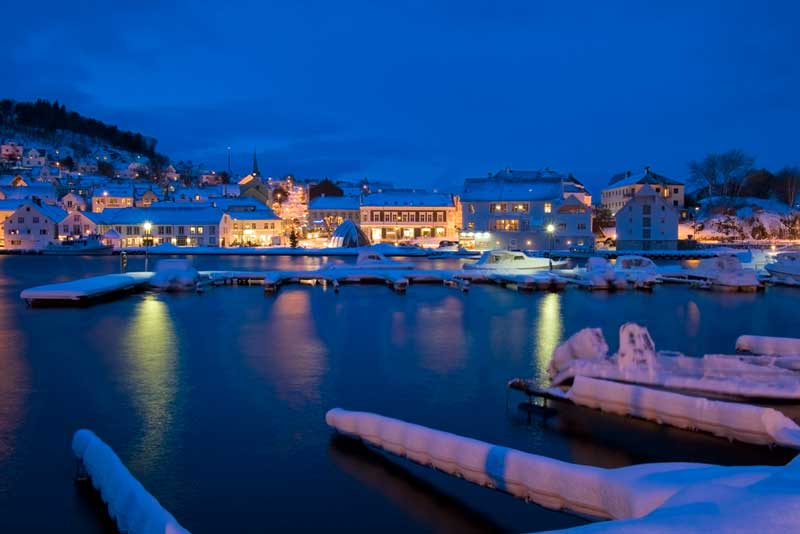
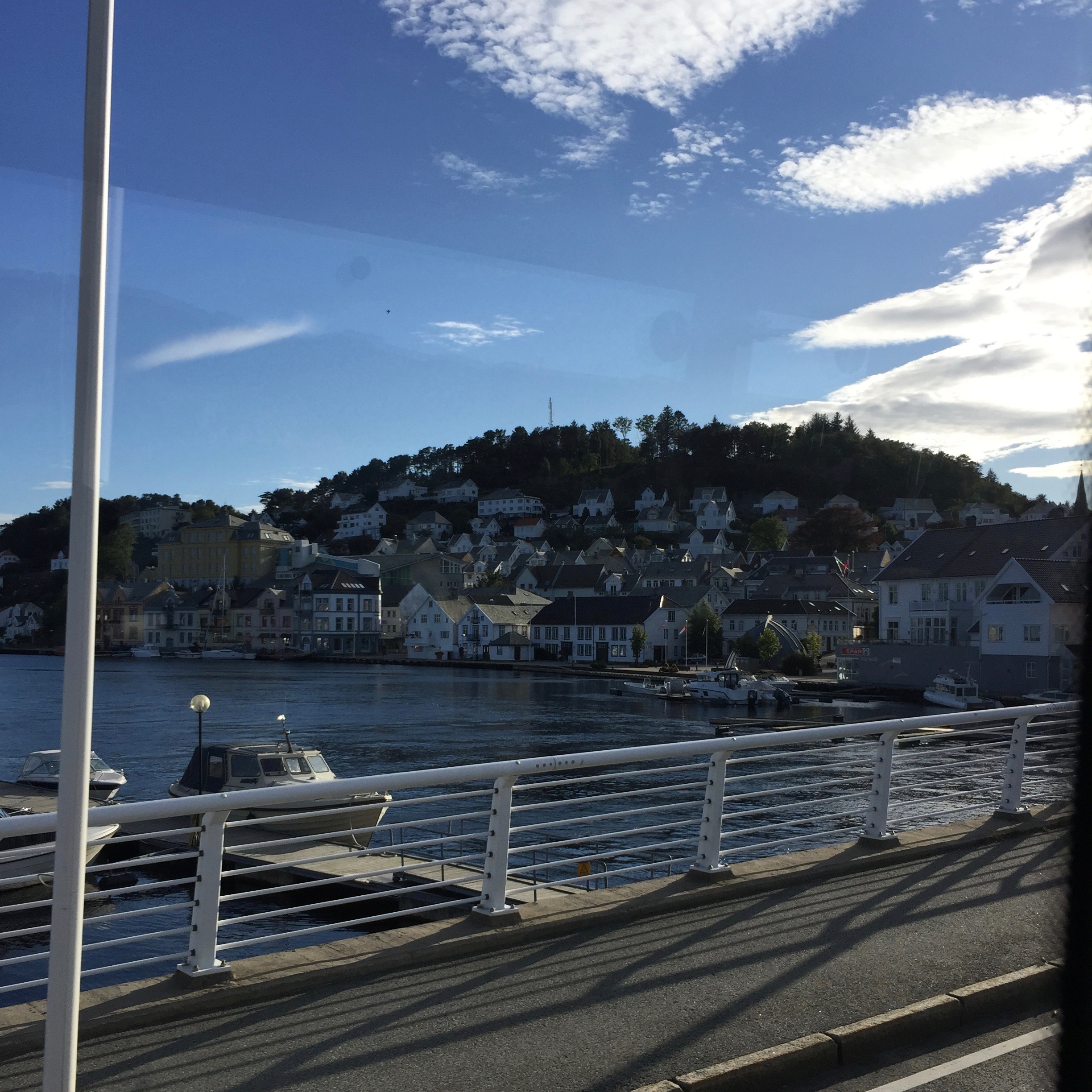
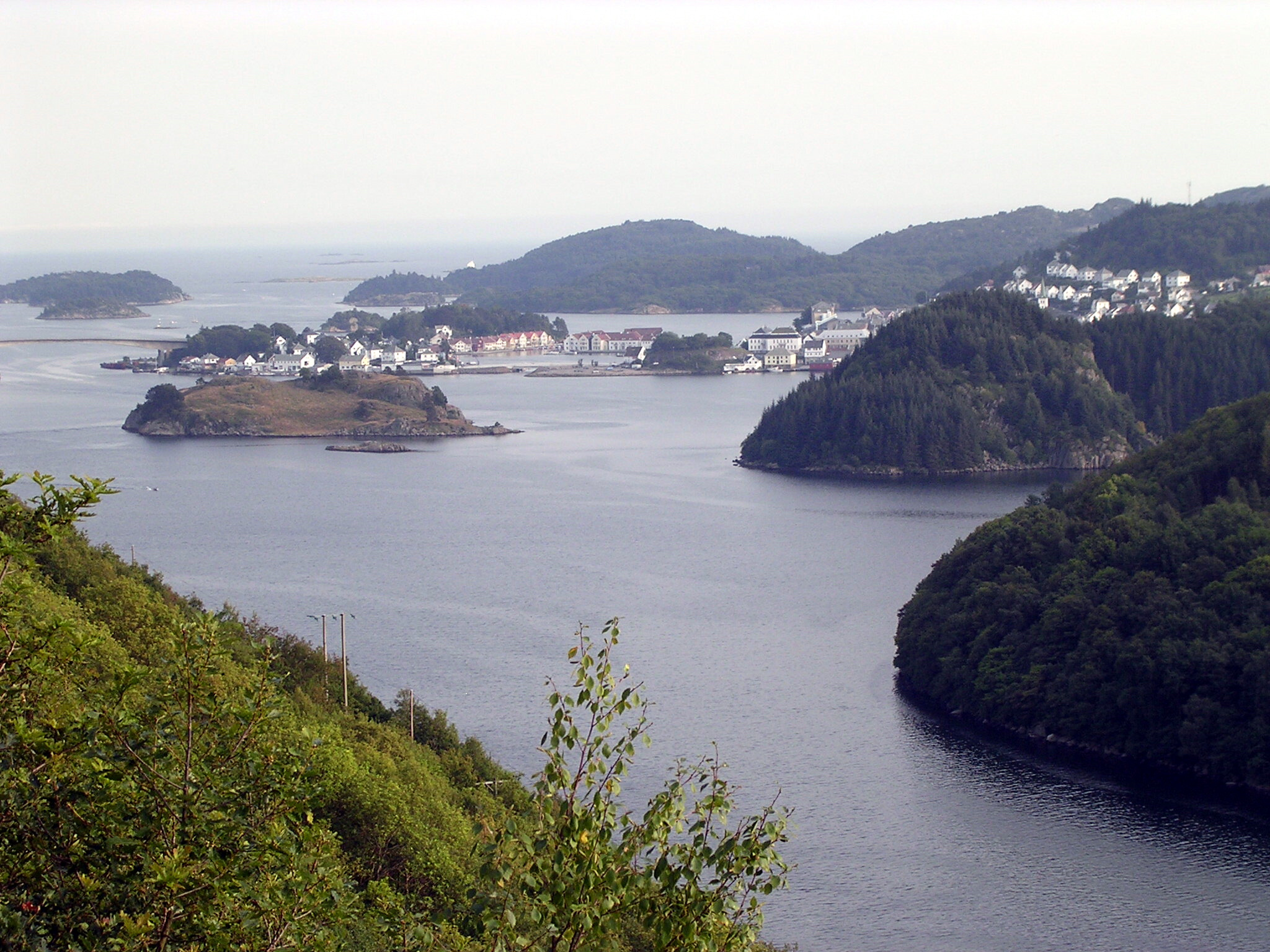
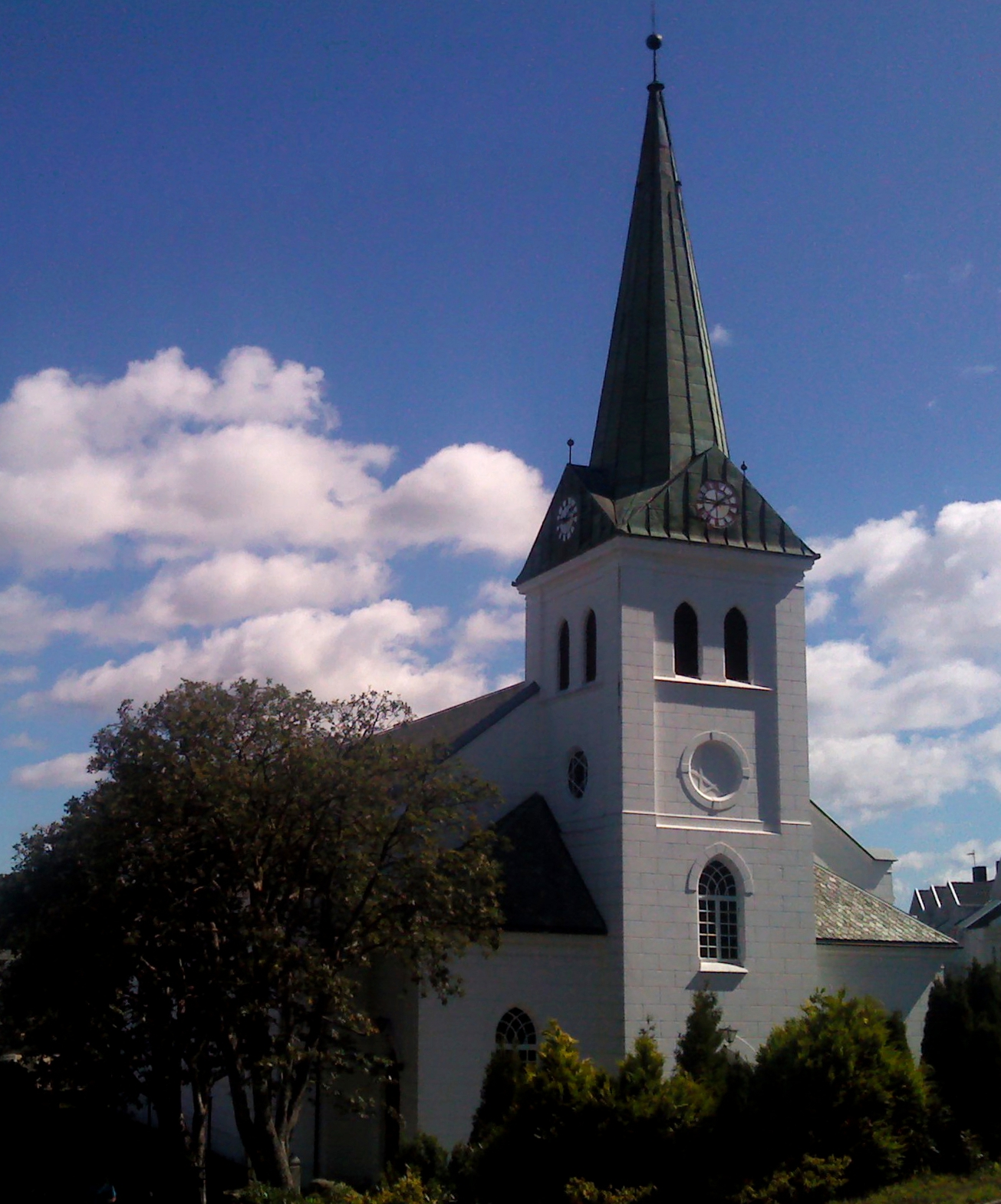